# Jean-Marc Vallée
Jean-Marc Vallée (Montreal, 9 de marzo de 1963-Ib., 26 de diciembre de 2021) fue un director, editor, productor y guionista de cine canadiense.

## Trayectoria profesional
Su primer largometraje, Black List (1995), fue nominado nueve veces en Premio Genie.
Su cuarto largometraje, C.R.A.Z.Y. (2005), recibió aclamaciones críticas y fue un éxito financiero.
The Young Victoria (2009), cosechó fuertes críticas y recibió tres nominaciones en Academy Award, mientras que su sexta película, Café de Flore (2011), fue la película más nominada en los 32.os Premio Genie.
La siguiente película, Dallas Buyers Club, se estrenó en 2013 con gran éxito de crítica y le valió una nominación en los Academy Award en la categoría de Mejor Edición en Largometraje. Luego dirigió Wild (2014).
Su siguiente película, Demolition (2015), protagonizada por Jake Gyllenhaal y Naomi Watts, abrió el Festival Internacional de Cine de Toronto en septiembre de 2015.
En 2017, dirigió y fue productor ejecutivo de la aclamada miniserie de HBO Big Little Lies, ganando un Primetime Emmy a la mejor dirección - Miniserie, telefilme o especial dramático.

## Filmografía
- Les Fleurs magiques (1995)
- Liste noire (1995)
- Los Locos (1997)
- Les Mots magiques (1998)
- Loser Love (1999)
- C.R.A.Z.Y. (2005)
- The Young Victoria (2009)
- Café de Flore (2011)
- Dallas Buyers Club (2013)
- Wild (2014)
- Demolición (2015)

## Teleseries
- 1996 : Extraños (1996/I, episodio Leave)
- 2000 : Las Aventuras Secretas de Julio Verne
- 2017 : Big Little Lies (Productor ejecutivo)
- 2018 : Sharp Objects (Director)

## Premios y distinciones
Premios Óscar
| Año  | Categoría     | Película           | Resultado |
| ---- | ------------- | ------------------ | --------- |
| 2014 | Mejor montaje | Dallas Buyers Club | Nominado  |

Festival Internacional de Cine de San Sebastián
| Año  | Categoría         | Película           | Resultado |
| ---- | ----------------- | ------------------ | --------- |
| 2013 | Premio Sebastiane | Dallas Buyers Club | Ganador   |